# Эд (герцог Гаскони и Аквитании)
Эд (фр. Eudes, Odon, лат. Odonis; 1010—10 марта 1039) — герцог Гаскони с 1032 года, герцог Аквитании и граф Пуату с 1038 года из рода Рамнульфидов.

## Биография
Эд был вторым сыном герцога Аквитании Гильома V, рождённый в браке с его второй супругой, Приской Гасконской, которая была дочерью герцога Гаскони Гильома II и сестрой герцога Санша VI.
Согласно «Сен-Мексанской хронике» и сочинению Адемара Шабанского, являющимися главными источниками сведений о жизни герцога Эда, он вместе со своими родителями и рано умершим младшим братом Теобальдом около 1018 года сделал богатые пожертвования монастырю Сен-Киприан. Эд унаследовал Гасконь после смерти своего дяди Санша VI, получив титул её герцога в 1032 году. Однако он управлял этими землями лишь ограниченным образом, так как до 1036 года графом Гаскони выступал также Беренгер, провозгласивший себя регентом этих владений от имени Эда.
В 1038 году Эд унаследовал также герцогство Аквитанию и графство Пуату после смерти своего сводного брата Гильома VI. Чтобы утвердиться в своих правах на Пуату, ему пришлось вступить в вооруженную борьбу со своей мачехой Агнессой Бургундской и единокровным братом Гильомом VII, в ходе которой он погиб в сражении при Мозе. Эд был похоронен в аббатстве Сен-Пьер в Мальезе рядом с отцом и братом.